# Warren (hrabstwo Worcester)
Warren – jednostka osadnicza w Stanach Zjednoczonych, w stanie Massachusetts, w hrabstwie Worcester.